# Arca (cantora)
Alejandra Ghersi Rodríguez (Caracas, 14 de outubro de 1989), mais conhecida pelo seu nome artístico Arca, é uma cantora, compositora, produtora e DJ venezuelana radicada em Barcelona. Arca possui nove álbuns de estúdio, e seu álbum KiCk I foi indicado à categoria de Melhor Álbum de Dance/Eletrônica da 63.ª cerimônia anual do Grammy Awards.

## Biografia
Arca nasceu em Caracas, Venezuela. Seu pai era um investidor bancário e sua mãe cursou estudos Internacionais. A família de Arca mudou-se para Connecticut por um tempo, antes de voltar à Venezuela, onde foi introduzida a uma educação privada e a aulas de piano. Ela descreve sua infância como um "tipo de bolha" e teve dificuldade em aceitar o fato de ser transgênero. Lançou música em sua adolescência com o nome de Nuuro, e recebeu popularidade moderada em seu país de origem, com elogios de grandes artistas venezuelanos nacionais, como Los Amigos Invisibles. Alejandra estudou mais tarde na Clive Davis Institute of Recorded Music, da Universidade de Nova Iorque.
Seu álbum de estreia, Xen, foi lançado em 4 de novembro de 2014 pela gravadora Mute Records. Arca fez contribuições significantes no nono álbum de Björk, Vulnicura, lançado em janeiro de 2015. Ela foi creditada como co-produtora de sete faixas e co-compositora de duas. O segundo álbum de Arca, Mutant, foi lançado em 20 de novembro de 2015. Em abril de 2017, seu terceiro álbum, autointitulado Arca, foi lançado pela XL Recordings.
Em setembro de 2017, foi anunciado que Arca participaria da produção do décimo álbum de Björk, Utopia, lançado em novembro do mesmo ano. O álbum foi considerado como um esforço colaborativo completo entre as duas artistas, uma vez que o álbum foi produzido inteiramente por ambas. Ao contrário de sua colaboração em Vulnicura, onde Arca chegou a bordo depois que todas as músicas e arranjos de cordas haviam sido escritos, o novo álbum viu-as colaborando desde o início, um processo que Björk admite ser novo para ela. Em uma entrevista, Björk declarou, "Com certeza vi uma grande musicista nela e senti que ela entrou no meu mundo com tanta elegância e dignidade, e interpretou-o". Arca participou do clipe da primeira faixa do álbum, "Arisen My Senses", lançado em 18 de dezembro de 2017.
Em setembro de 2019, Arca se apresentou durante uma filmagem ao vivo para um "projeto em desenvolvimento". Em fevereiro de 2020, Arca lançou um single de 62 minutos chamado "@@@@@" junto com um videoclipe dirigido por Frederik Heyman. A faixa foi lançada pela XL Recordings em 21 de fevereiro de 2020.  Seu quarto álbum de estúdio, Kick I, que conta com parcerias com Björk, Rosalía, Shygirl e Sophie, foi lançado em 26 de junho de 2020.
Em janeiro de 2021, Alejandra lançou Madre, sua quarta extended play (EP).

## Vida pessoal
Arca definiu-se como não-binária em 2018, e posteriormente acrescentou que também se identifica como uma mulher trans.

## Discografia
| - All Clear (2006) - Xen (2014) - Mutant (2015) - Arca (2017) - KiCk i (2020) - KICK ii (2021) - KicK iii (2021) - KiCk iiii (2021) - KiCk iiiii (2021) - &&&&& (2013) - Sheep (2015) - Entrañas (2016) - @@@@@ (2020) | - Baron Libre (2012) - Stretch 1 (2012) - Stretch 2 (2012) - Madre (2021) - Riquiquí;Bronze-Instances(1-100) (2020) |